# Daniel Herschkowitz

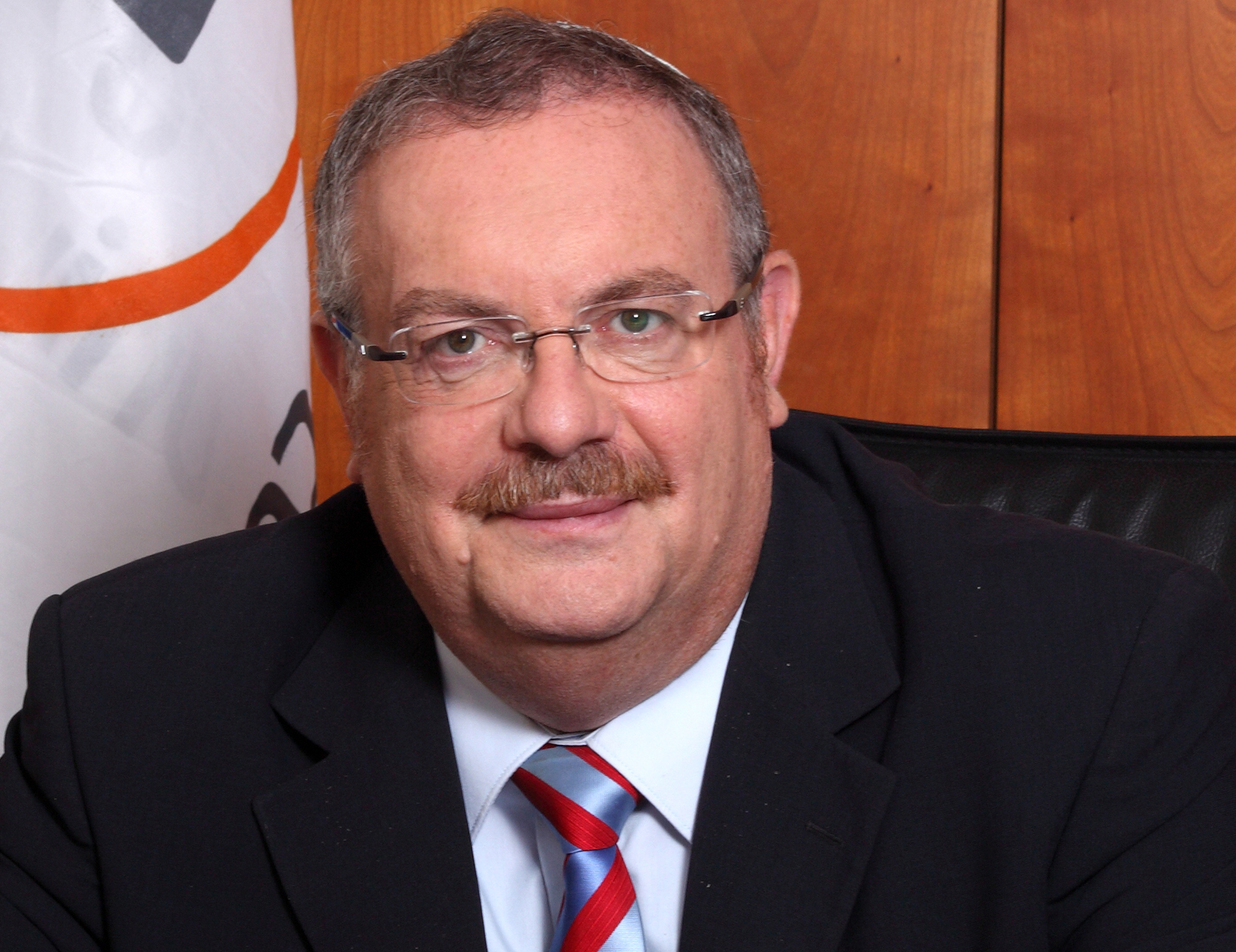
Daniel Herschkowitz (2013)

Daniel Herschkowitz (hebräisch דניאל הרשקוביץ‎, geboren 2. Januar 1953 in Haifa) ist ein israelischer Politiker, Mathematiker und orthodoxer Rabbiner. Er arbeitet als Mathematik-Professor am Technion und als Rabbiner im Ahuza-Stadtviertel in Haifa.

## Leben
Herschkowitz absolvierte 1973 sein Bachelor of Science (B. Sc.) und seinen Master of Science (M.Sc.) 1976 sowie seinen Doctor of Science, alle am Technion – Israel Institute of Technology. Er studierte an der Merkas HaRaw Kook in Jerusalem, eine der angesehensten religiösen Schulen Israels, die von Abraham Isaak Kook gegründet worden war. Seine Semicha erhielt er 1995 von den Rabbinern She’ar Yashuv Cohen, Shlomo Chelouche und Nehemyah Roth, außerdem eine zusätzliche Semicha als „Rabbi of the City“ vom Chief Rabbinate of Israel (2001).
Er hat über 80 mathematische Artikel in wissenschaftlichen Fachzeitschriften veröffentlicht. Er war Präsident der International Linear Algebra Society (2002–2008), und Professor der Mathematik an der University of Wisconsin–Madison. Im Jahre 1982 erhielt er den Landau Research Prize in Mathematik im Jahre 1990 den New England Academic Award for Excellence in Research; 1990 den Technion’s Award for Excellence in Teaching und 199, den Henri Gutwirth Award for Promotion of Research.
Im Jahre 2009 wurde er Knessetabgeordneter als Vorsitzender der HaBajit haJehudi und Minister für Wissenschaft und Technologie unter der Regierung Netanjahu. An den Wahlen 2013 nahm er nicht mehr teil.